# William Vosburgh
William Robert Vosburgh, Jr. (* 16. Dezember 1890 in Oak Park; † 25. August 1953 in Hines) war ein US-amerikanischer Wasserballspieler.

## Karriere
Vosburgh besuchte die Oak Park & River Forest High School und schloss 1913 ein Studium an der University of Illinois ab – in letzterer war er während seiner Zeit dort Kapitän der Schwimmmannschaft. Für seinen Verein Illinois Athletic Club gewann er später mehrere regionale Titel. 1920 nahm er an den Olympischen Spielen in Antwerpen teil. Hier erreichte er mit der US-amerikanischen Wasserballnationalmannschaft den vierten Rang. 1981 wurde er posthum in die USA Water Polo Hall of Fame aufgenommen.